# Frédéric Cabrolier
Frédéric Cabrolier, né le 12 octobre 1966 à Bourges (Cher), est un homme politique français.
Élu local du Rassemblement national (RN), il est élu député dans la première circonscription du Tarn en 2022.

## Biographie
Frédéric Cabrolier est conseiller en protection sociale dans le secteur de l’assurance.
En 2014, il entre au conseil municipal d’Albi dans les rangs de l’opposition et devient conseiller communautaire de l'Albigeois. Il est réélu en 2020.
Il a été conseiller régional d'Occitanie de 2016 à 2021.
Lors des élections législatives de 2022, il est candidat pour le Rassemblement national et est élu député  de la première circonscription du Tarn au second tour le 19 juin 2022 avec 53,09 % des voix face à son concurrent Gérard Poujade de La France insoumise.
Il siège au sein du groupe RN et est membre de la commission des Finances de l'Assemblée nationale.
Il est battu par Philippe Bonnecarrère lors des élections législatives de 2024 en obtenant 43,77% au second tour.

## Situation personnelle
Frédéric Cabrolier est le père de Clément Cabrolier, membre du groupuscule d'ultra-droite Patria Albiges. Celui-ci a été condamné le 12 décembre 2023 par le Tribunal correctionnel d'Albi pour provocation publique à la haine.